# Moonlight (groupe)
Pour les articles homonymes, voir Moonlight.
Moonlight est un groupe polonais de rock, originaire de Szczecin. En 2006, le groupe compte 10 albums studio. Le groupe gagne en popularité en Pologne et, dans une moindre mesure, en Allemagne et en Italie. 
Jusqu'en 2002, l'auteur de la plupart des compositions et des paroles était l'instrumentiste et claviériste Daniel Potasz, dont le départ du groupe entraîne des changements stylistiques dans la musique présentée. Au milieu de l'année 2007, le groupe suspend ses activités en raison d'une situation juridique compliquée et d'un conflit avec le label Metal Mind Productions, avant de les reprendre en 2015. 

## Histoire
Le groupe se forme en 1991 à Szczecin, d'abord sous le nom de Under the Vail of Honesty à l'initiative d'amis du VI LO : Daniel Potasz, Szymon Goebel et Tomasz Kopczyński. Rapidement, Maja Konarska, Katarzyna Michalewicz, Andrzej Kutys et Arkadiusz Wlazło rejoignent le groupe. Pour la démo intitulée Moonlight, publiée en 1993 par le label discographique indépendant Rock'n'Roller, le groupe enregistre neuf titres dans le Studio de la Radio académique de Poméranie. La démo est accueillie positivement par les fans et les critiques, et donne lieu à des concerts, entre autres, lors de la première édition du festival Castle Party et de Jarocin. Peu après, Katarzyna Michalewicz, Tomasz Kopczyński et Szymon Goebel quittent le groupe, pour être remplacés par Paweł Gotłas et Tomasz Wieczorek. En 1996, le groupe se produit aux festivals Fama à Świnoujście, Węgorzewo - où le groupe reçoit le prix des journalistes et du public, Przystanek Olecko et à la troisième édition de Castle Party au château de Grodziec. Peu après, le groupe signe un contrat avec le label Metal Mind Productions, basé à Katowice. En août de la même année, au studio Fonoplastykon de Wrocław, le groupe enregistre l'album Kalpa Taru, qui sort le 28 octobre.
En 1999, le troisième album du groupe, intitulé Inermis, sort sur le label Morbid Noizz Productions. L'album est acclamé par le public et la critique. Le Polskie Radio Program III parraine la sortie de l'album.  Après négociations, le groupe signe un contrat avec son ancien éditeur Metal Mind Productions, qui sort son quatrième album, Floe, en 2000, à partir duquel le groupe commence à travailler avec le producteur Marcin Bors. Auparavant, le groupe s'était produit, entre autres, au festival Castle Party à Bolków, tandis qu'à l'automne, il avait effectué une tournée en Pologne avec les groupes Aion et Batalion d'Amour.
À l'automne 2004, le groupe se produit à nouveau dans le cadre de la tournée Dark Stars Festivals. Entre-temps, les musiciens préparent les enregistrements de leur album Audio 136, qui comprend le morceau Rosemary's Baby de Krzysztof Komeda. Rosemary's baby » de Krzysztof Komeda. Markowski (claviers) quitte rapidement le groupe pour être remplacé par Jakub Maciejewski, avec lequel le groupe se produit lors du concert précédant celui d'Anathema et le 28 juin devant Deep Purple. Le 1er juillet 2005, le groupe entre en studio et enregistre son prochain album, DownWords, dont la promotion est assurée dans le cadre de la tournée BombYourEars 2005. Entre-temps, le dixième album de Moonlight, Integrated in the System of Guilt, sort en 2006.

## Discographie

### Albums studio
| Kalpa Taru                                                            | - Sortie : 28 octobre 1996 - Label : Metal Mind Productions  | –  |
| Meren Re                                                              | - Sortie : mars 1997 - Label: Metal Mind Productions         | –  |
| Inermis                                                               | - Sortie : juin 1999 - Label : Morbid Noizz Production       | –  |
| Floe                                                                  | - Sortie : 20 avril 2000 - Label : Metal Mind Productions    | –  |
| Yaishi                                                                | - Sortie : 25 octobre 2001 - Label: Metal Mind Productions   | 24 |
| Candra                                                                | - Sortie : 27 novembre 2002 - Label: Metal Mind Productions  | –  |
| Moonlight                                                             | - Sortie : 26 mai 2003 - Label : Metal Mind Productions      | –  |
| Audio 136                                                             | - Sortie : 24 mai 2004 - Label : Metal Mind Productions      | 40 |
| downWords                                                             | - Sortie : 31 octobre 2005 - Label : Metal Mind Productions  | –  |
| Integrated in the System of Guilt                                     | - Sortie : 13 novembre 2006 - Label : Metal Mind Productions | –  |
| Nate                                                                  | - Sortie : 19 janvier 2018,                                  | –  |
| « — » signifie qu'aucune sortie ne s'est effectuée dans ce teritoire. |                                                              |    |

### Albums live
- 2001 : Koncert w Trójce 1991-2001 (Metal Mind Productions)

### Clips
- 2003 : Awaken Memories Live (Metal Mind Productions)